# Adiantum
Adiantum is de botanische naam van een geslacht van varens.
De wortelstok draagt samengestelde of soms enkelvoudige en ronde (bijvoorbeeld A. reniforme van Madeira) bladeren met glimmende stelen, die eruitzien alsof ze zwart gelakt zijn, en licht tot sterk asymmetrische, dunne bladsegmenten, die bij besproeiing met water niet nat worden. De sori liggen aan de bladrand: de bladrand is om de sori geslagen en fungeert als indusium.

## Herkomst en verbreiding
De meest primitieve vertegenwoordigers van het geslacht worden gevonden in de tropische streken van de oude wereld, maar de hoogste diversiteit bestaat in de tropen van de nieuwe wereld. Het gehele areaal is pantropisch, met delen van de subtropen en de gematigde streken. Het aantal soorten bedraagt 150 tot 200, afhankelijk van wat wel en niet tot dezelfde soort gerekend wordt. 

A. capillus-veneris komt wereldwijd voor in gematigde en subtropische klimaten. In de tropen komt hij minder voor, maar ook daar wordt hij wel als sierplant gekweekt.
Alle soorten houden van lichte schaduw en hoge luchtvochtigheid. A. capillus-veneris verkiest een warm-gematigd tot subtropisch klimaat en groeit vaak in de sproeizone van beken en rivieren. In het tropisch regenklimaat plant hij zich niet gemakkelijk voort. Temperaturen tot −2 °C worden verdragen en ook in Nederland kan hij op beschutte plaatsen niet al te strenge winters overleven.
De andere soorten hebben een nauwere ecologische amplitude.

## Sierplanten
Door het frisgroene, tere blad worden diverse soorten in de eerste plaats gewaardeerd als kamerplant. Deze soorten worden doorgaans ook wel venushaar genoemd. Een aantal soorten is in Noordwest-Europa en Noord-Amerika winterhard, waaronder Adiantum pedatum en A. venustum.

## Soortenlijst
Bekende soorten uit dit geslacht:
- Adiantum capillus-veneris L. (1753) (echt venushaar), uit het Middellandse Zeegebied
- Adiantum cuneatum, uit tropisch Amerika
- Adiantum diaphanum (smal venushaar) (tropisch Oost-Azië, Zuidoost-Azië, Australazië)
- Adiantum hispidulum, In Afrika, Australië en Nieuw-Zeeland (op rotsen)
- Adiantum macrophyllum, uit Australië, Tasmanië en Nieuw-Zeeland
- Adiantum pedatum L. (1753) (hoefijzervaren) (Noord-Amerika en Noordwest-Europa)
- Adiantum peruvianum, uit Midden- en Zuid-Amerika
- Adiantum raddianum C.Presl (1863) (fijn venushaar) (Zuid-Amerika)
- Adiantum reniforme L. (1753)
- Adiantum tenerum, uit Australië en Polynesië
- Adiantum trapeziforme, uit Midden- en Zuid-Amerika
- Adiantum venustum, uit de Himalaya
- Adiantum viridimontanum Paris (1991), uit Noord-Amerika

## Medicinaal gebruik
Al in de oudheid was Adiantum bekend als medicijn tegen diverse aandoeningen van de luchtwegen, ingenomen als afkooksel (thee) of als siroop.
Vanwege de gelijkenis van de bladsteel met donker, glanzend haar werd het gebruikt ter vevordering van haargroei. Tal van latere Europese Farmacopeeën vermelden het rizhoom en het blad als
antiparasitisch,
antitussivum,
expectorant,
demulcent,
koortsverlagend,
bloedstelpend,
verkoelend,
tonicum
en mild samentrekkend.
Aftreksels en siropen werden aanbevolen bij
aandoeningen van de luchtwegen,
bronchitis,
loopneus,
laryngitis
en bij het ontgiften van alcoholici.
In Colombia wordt het toegepast als diaphoreticum, als verzachtend middel en bij problemen met het urinewegstelsel. Uitwendig gebruik omvat verlichting van insectenbeten en slangenbeten. Het aftreksel dient als shampoo tegen roos en andere huidaandoeningen, en wordt geacht haargroei te bevorderen.
In Zuidoost-Azië kennen A. caudatum en A. philippense hetzelfde medicinale gebruik als A. capillus-veneris in Europa en andere soorten in Zuid-Amerika.
In de Filipijnen gebruikt men de bladeren van A. caudatum inwendig tegen diabetes, hoest en koorts. Gestampte bladeren van A. philippense dienen als zalf op zwellingen en een afkooksel wordt gebruikt ter verlichting van buikpijn, koliek en dysenterie, en wordt beschouwd als tonicum voor de baarmoeder na het baren.
Heel jonge bladeren die nog stijf zijn opgerold worden wel gegeten als groente. De stelen en hoofdnerven van de bladeren worden soms gebruikt voor het vlechten van manden.

## Bestanddelen
Over het algemeen zijn de soorten van de oude wereld rijker aan
proanthocyaninen,
enkele flavonoïden en
enkele kaneelzuuresters
dan de amerikaanse soorten. A. capillus-veneris heeft een lelie-achtig aroma en bevat onder meer
filicine,
filicinal,
fernene,
β-sitosterol,
stigmasterol,
Galluszuur,
capillarine,
terpenoïden (adiantone),
flavonoïden (kaempferol, rutine, quercetine),
kaneelzuuresters,
amygdaline,
saponine,
slijmstoffen en
tannine.

## Werking
Van het extract van A. capillus-veneris is een antimicrobiële werking aangetoond tegen Bacillus subtilis, Candida albicans, Candida pseudotropicalis (= Candida kefyr), Escherichia coli, Proteus vulgaris, Pseudomonas aeruginosa en Staphylococcus aureus. Ook bevat deze soort een vluchtige olie die belemmerend werk op de groei van Aspergillus flavus, Aspergillus niger, Aspergillus fumigatus, Bacillus subtilis, Corynebacterium ovis, Streptococcus pyogenes en Trichophyton mentagrophytes. De remming is afhankelijk van de concentratie van de olie.
Het extract heeft een hypogykemisch effect en verhoogt de glucosetolerantie. Het waterig-extract van een niet nader gespecificeerde Adiantum-soort bracht een significante reductie teweeg op de aflatoxine-productie door Aspergillus parasiticus in landbouwprodukten als rijst, graan, maïs en pinda's.
Aftreksels van het rizoom zijn effectiever dan van de bladeren.
Twee triterpenoïde bestanddelen van A. monochlamys, neohop-12-ene en adiantaan, werken sterk remmend op de Epstein-Barrvirus-activering opgeroepen door de tumor-promotor TPA.

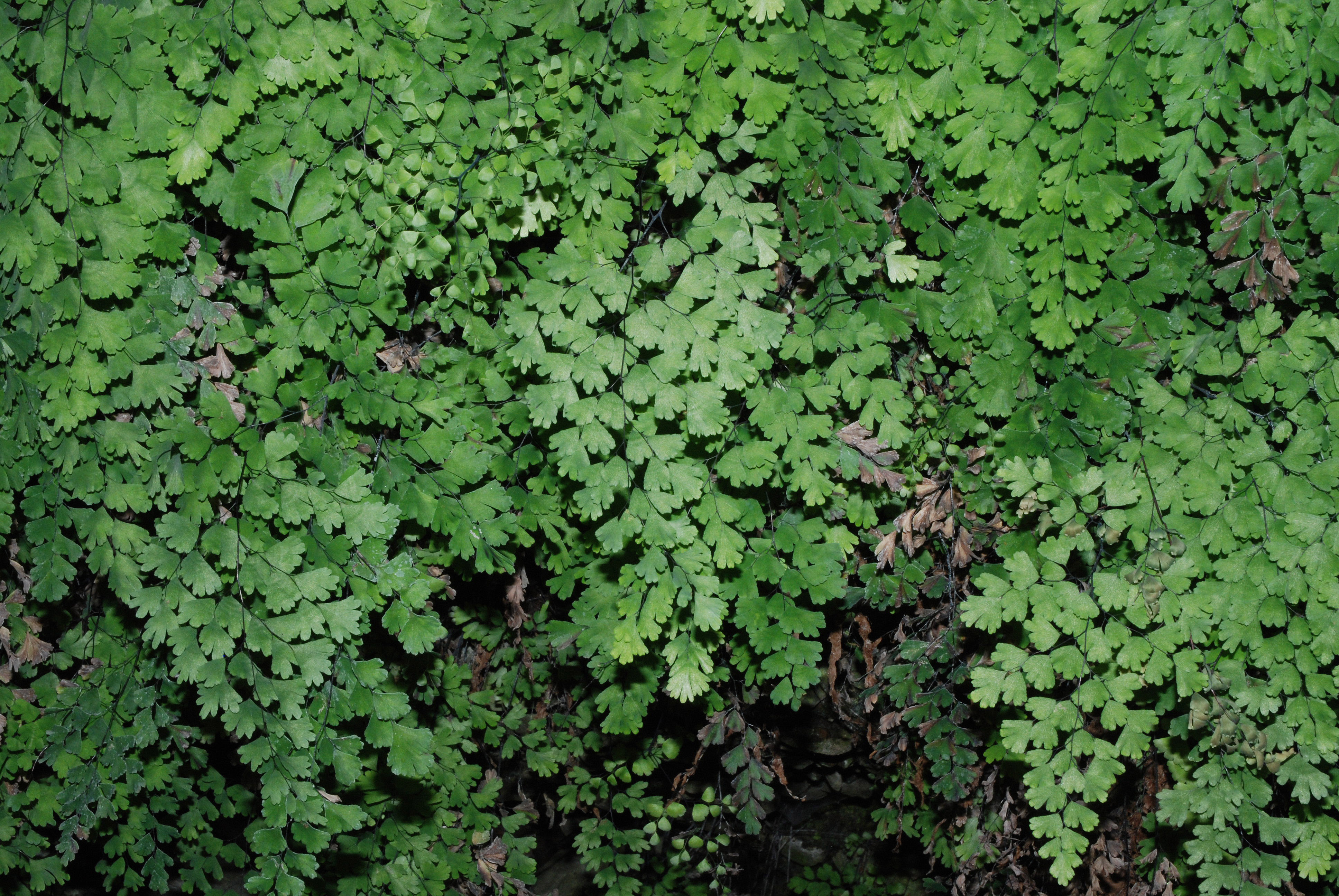
Adiantum capillus-veneris

A. capillus-veneris (Echt venushaar) · A. cuneatum · A. diaphanum (Smal venushaar) · A. hispidulum · A. macrophyllum · A. pedatum (Hoefijzervaren) · A. peruvianum · A. raddianum (Fijn venushaar) · A. reniforme · A. tenerum · A. trapeziforme · A. venustum · A. viridimontanum · ...